# Benizar
Benizar es una pedanía española perteneciente al municipio de Moratalla, en la comarca del Noroeste de la Región de Murcia. Se encuentra a una altitud de 900 m. sobre el nivel del mar. Erróneamente aparece señalada como Benízar en algunos mapas. Benizar agrupa tres barrios o cortijos: La Tercia, El Villar y El Molino.  
Enmarcada geográficamente por El Calar, la sierra de La Muela y el embalse del Cenajo. Según el censo de 2017 contaba con un total de 890 habitantes.

## Historia
Destaca la torre del homenaje de su castillo almohade, datado en el siglo XII, edificada sobre una gran roca que domina el barranco donde se establecieron cuatro núcleos iniciales de población: La Tercia, El Cortijo Arriba, el Cortijo Abajo y el Villar ahora unificados en uno solo pero fácilmente diferenciables. La torre del castillo, a pesar de ser declarada como BIC (bien de interés cultural) por la comunidad autónoma, sigue siendo ignorada y abandonada por los poderes públicos. Pese a todo, los restos, conservan su particular belleza natural aguantando la erosión de lluvia y viento de los últimos casi mil años.

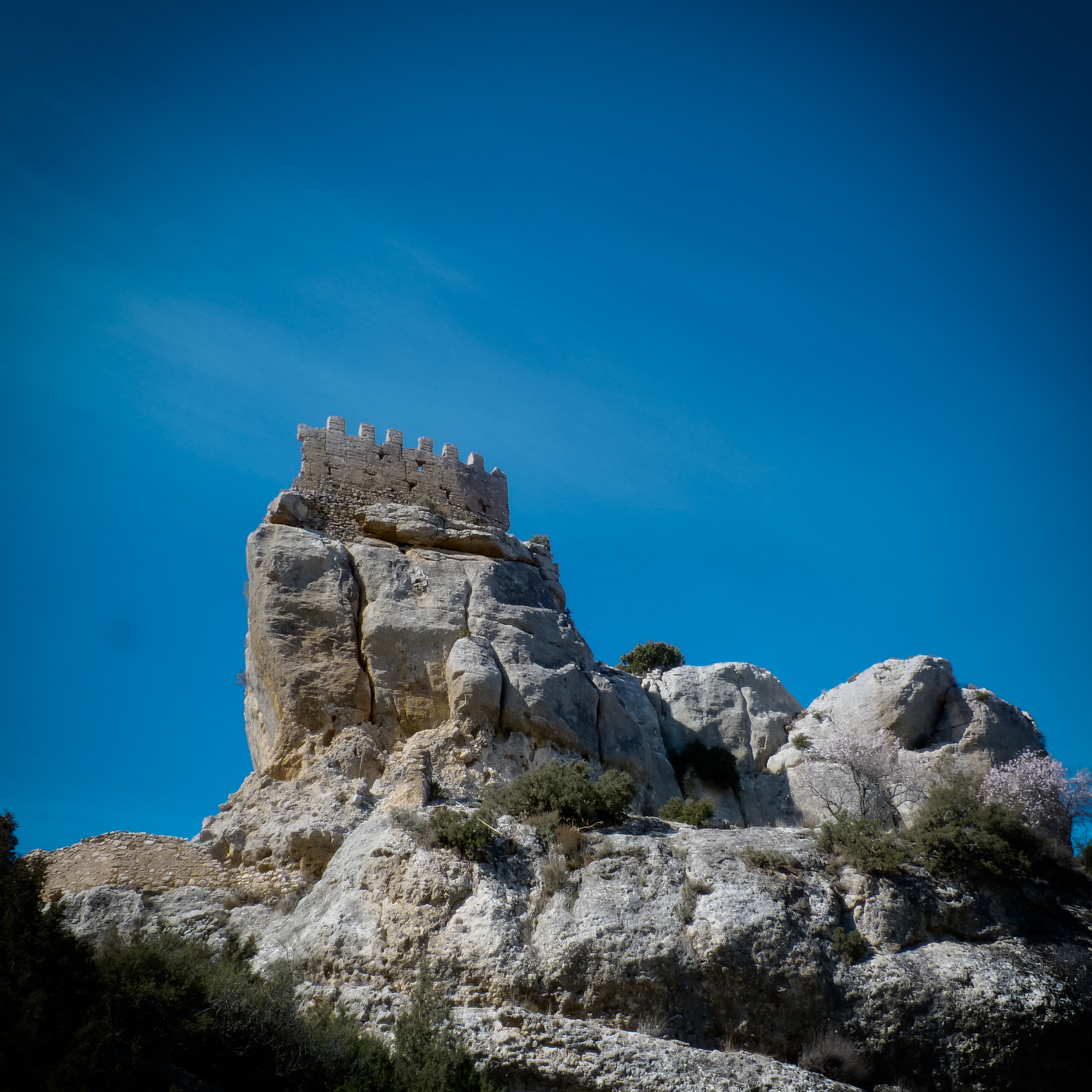
Castillo de Benizar.

Se pueden encontrar referencias a este castillo y su población en textos de la época de la Reconquista, en los que se menciona la donación del castillo de Abeneyzor el 5 de julio de 1243 a la Orden de Santiago, por parte del rey Fernando III de Castilla (1217-1252) en un escrito de su hijo primogénito, el infante y después rey Alfonso X el Sabio,(fuente: Memorias para la vida del Santo rey Don Fernando III, publicado en 1800. Autor: Miguel de Manuel Rodríguez).
Debido al reconocimiento de la actuación de la Orden de Santiago en las luchas por el territorio de la reconquista y para premiar sus muchos servicios se les otorgaron las tierras, con las viñas, con los montes y las fuentes, con las sierras y los ríos, con los molinos y lugares de pesca, con los prados y los pastos, con los valles y las montañas, con las salinas y los portazgos, los castillos de Muratalla (Moratalla), Socobos (Socovos), Buey Corto (Vicorto), Gutta (Gontar), Letur, Priego a pie del Calar de Incol, Feriz (Férez), Abeiuela (La Abejuela), Litur (Lietor), Abeneyzor (Benízar), Nerpe (Nerpio), Tayviella (Taibilla), Yeste, Agraya (La Graya)...

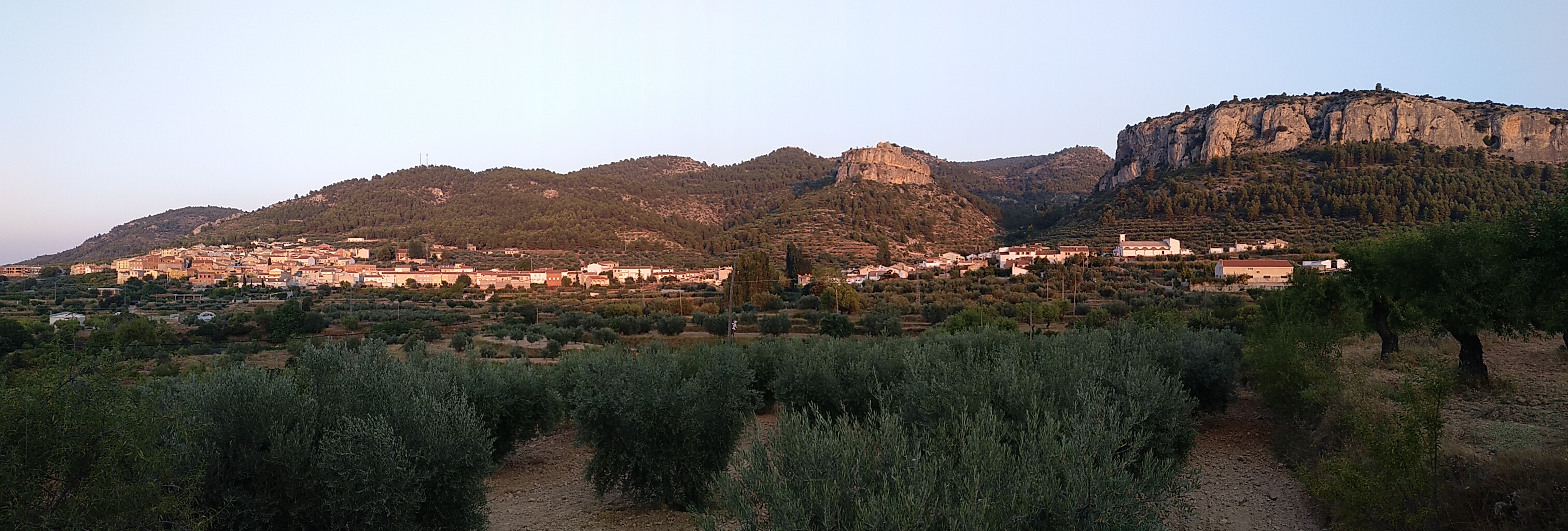
Benizar con sus tres cortijos o barrios: La Tercia, El Molino y El Villar

En documentación medieval figura el nombre como Abeneyzar en el Bullarium de la Orden de Santiago, y bajo la grafía Beniçar en las Actas Capitulares del siglo XV. El nombre puede responder al resultado fonético de la transcripción Ibn ^yzar o ^Yazar (hijo de ^Yizar) cuya evolución fonética sería Ibn>Aben>Ben (=hijo de Yizar), como nombre gentilicio. El segundo elemento (Yizar.), el Yin árabe se encuentra en transcripción alfonsina como E, I, J, o G.
y finalmente Za'y se refleja en arabismos como Z o Ç , también en transcripción alfonsina. En este caso, la concurrencia inmediata del ZAY y el YIM ocasiona la fusión de ambos sonidos y se pronuncian juntos, dándonos las características de uno de ellos, Z o J. Aquí se conserva el reflejo de la consonante africada Yiln mediante la vocal I Ibiz Yizar > Abeneyzar o Abeneyçar~>Beniçar>Benizar.(fuente: El árabe en la toponimia murciana. Consuelo V Hernández Carrasco).

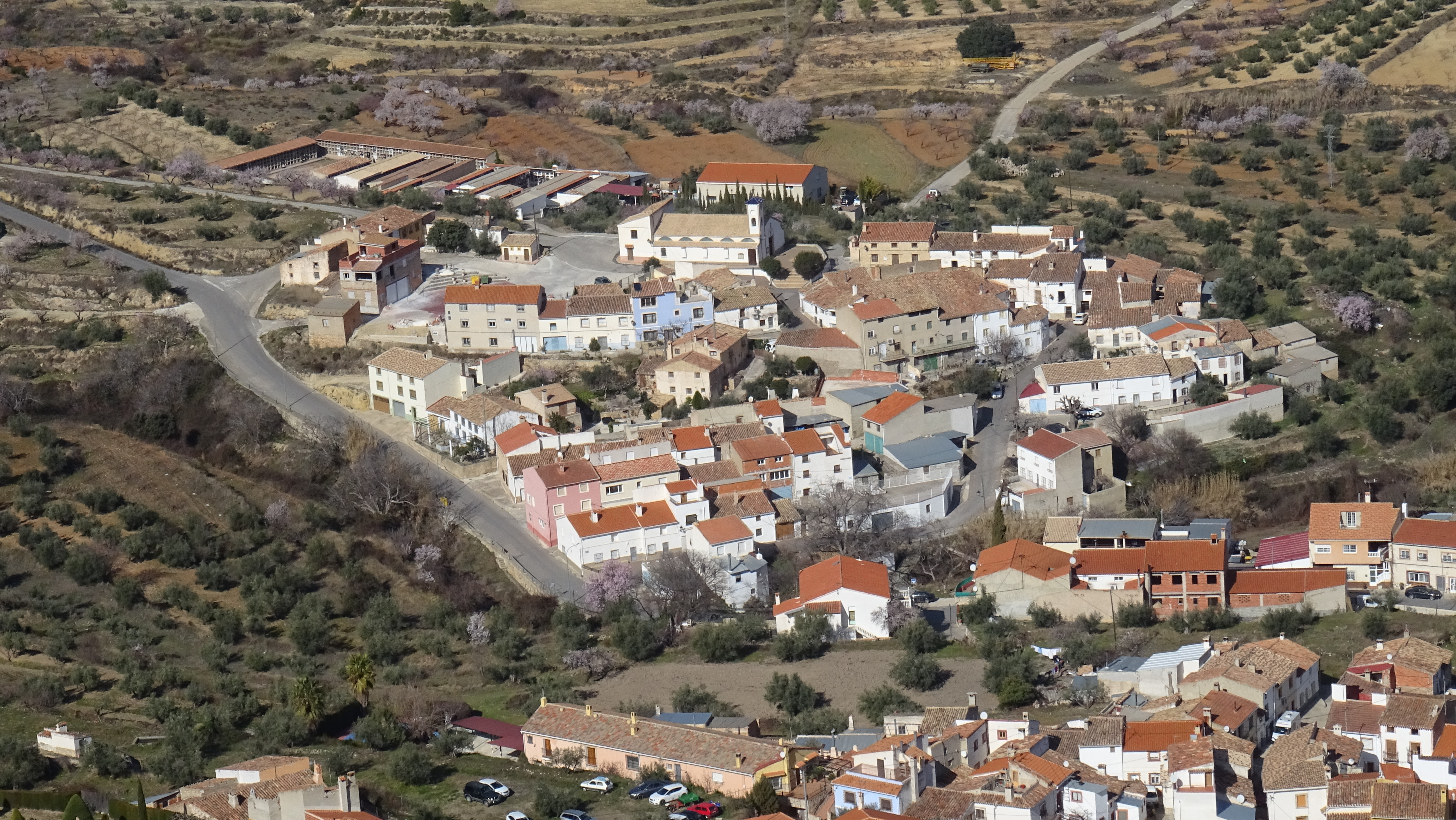
El Villar, el cortijo de la iglesia de Santa Bárbara

## Patrimonio Natural

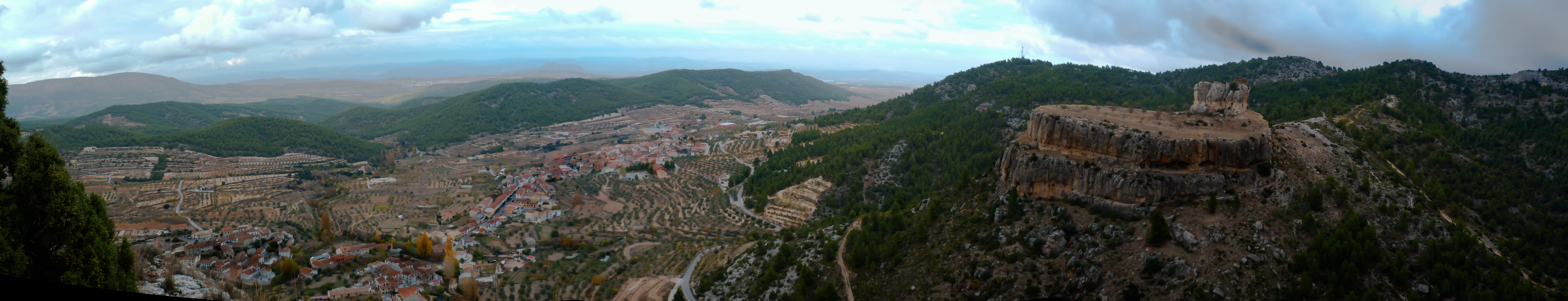
Vista panorámica desde el Calar, a la derecha el castillo y abajo Benízar

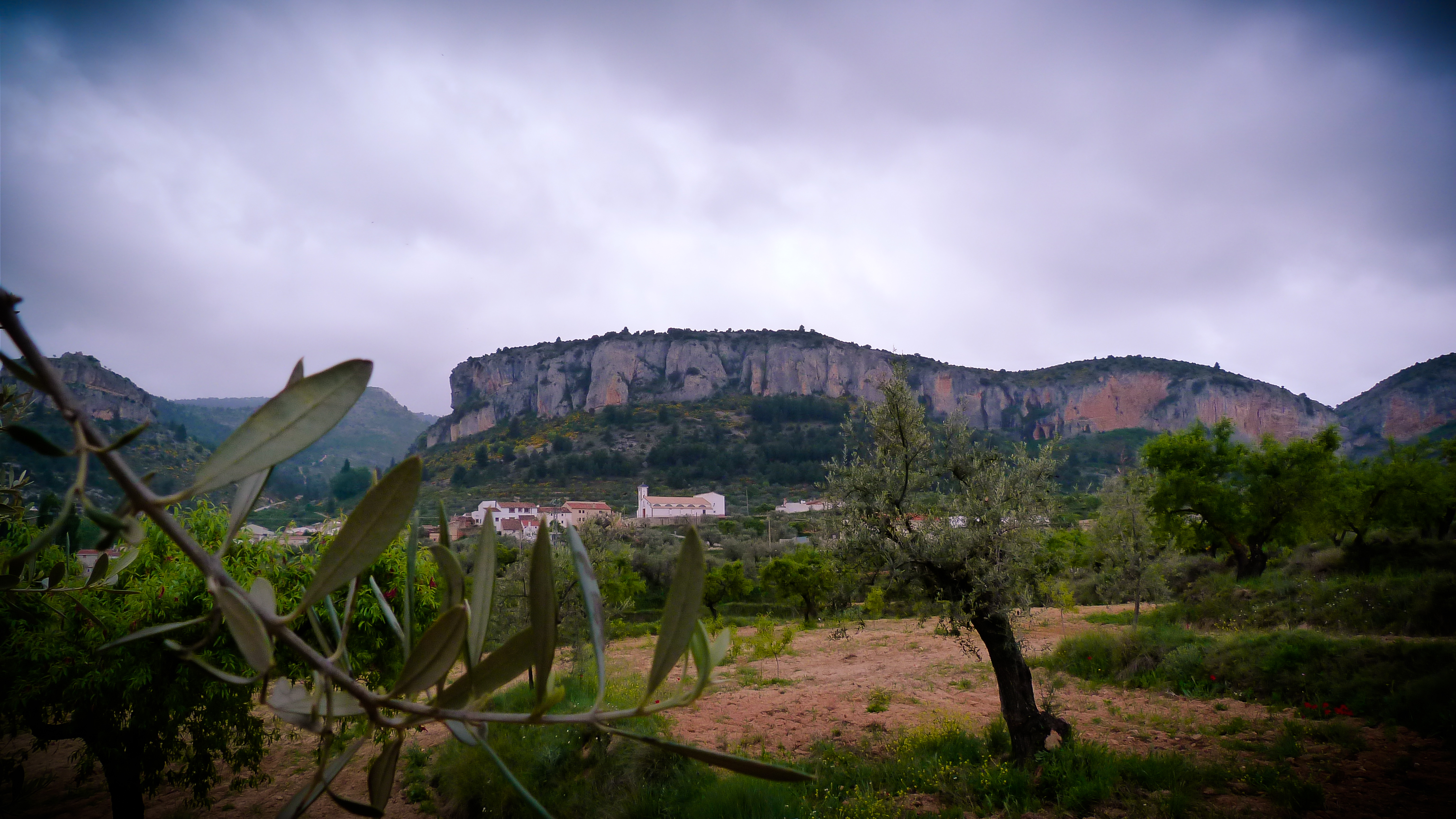
Panorámica de Benizar y su entorno

En este característico pueblo del noroeste murciano, de los más bellos paisajes de montaña de la Región de Murcia, abundan manantiales y numerosas fuentes como la Fuente Arriba, la Fuente Fresca, la Fuente El Fresne y muchos más arroyos. Abundan las montañas y los parajes naturales de singular belleza como el Rincón de las Cuevas, la Pilica el Fraile, las escaleras del Calar, el barranco de Hondares, el pozo de las Tortugas, la sierra de la muela, las cuevas de las hermanas Navarro, el molino y un largo, etc.
Varios de estos parajes albergan especies de plantas de gran valor botánico, recogidas en el "Libro Rojo de la Flora Silvestre de la Región de Murcia"  y en "Lugares de interés Botánico de la Región de Murcia".
Por otra parte, parte del término de Benizar está incluido en la ZEPA (Zona de Especial Protección de Aves) ES0000266 Sierra de Moratalla, debido a la presencia de aves protegidas como el Búho real, Cárabo, Halcón peregrino, Águila calzada, Chova piquirroja, etc.El Rincón de las Cuevas está declarado Lugar de Interés Comunitario por su riqueza florística.

Los aficionados a la Geología podrán disfrutar de parajes de gran interés como la Fuente Arriba, el Calar, el barranco de Hondares o la Muela de Zaén.
Es un lugar ideal para practicar senderismo, orientación, escalada y fotografía entre otras actividades.
Por su situación geográfica es uno de los puntos de la región murciana donde se pueden encontrar habitualmente paisajes nevados en los meses de diciembre y enero.
En 1994, el devastador incendio de Moratalla obligó a evacuar a todos los habitantes de la población

## Fiestas, gastronomía
Benizar celebra el día de su patrona Santa Bárbara el día 4 de diciembre, con suelta de toros, actividades culturales y juegos para niños. Estas actividades se desarrollan entre los días 3 de diciembre por la noche y el 8 de diciembre durante todo el día.
En el folklore destacan las Cuadrillas, agrupaciones musicales muy extendidas por toda la región de Murcia y zonas adyacentes. En Benizar han existido varias Cuadrillas de hombres y mujeres y actualmente aún participan en encuentros de música tradicional en Barranda o El Campo de San Juan.

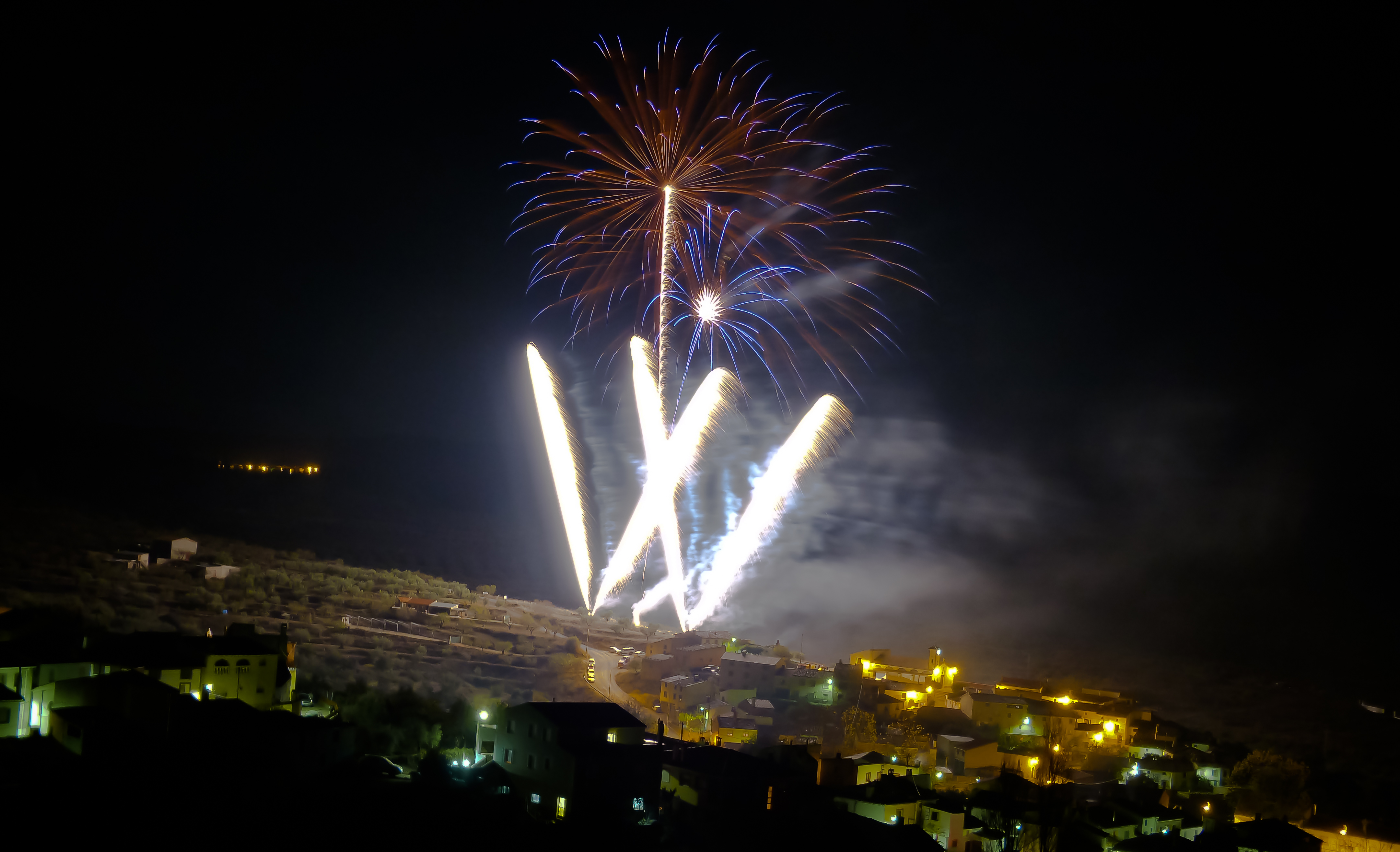
Fiestas de Santa Bárbara.

Las costumbres gastronómicas de Benizar, debido a su proximidad a tierras albaceteñas, son una mezcla de platos típicos de ambas provincias, como las migas de harina, los panecicos de Semana Santa, el gazpacho manchego. Otros platos típicos son la ajoharina, los andrajos, la ensalada de alubias y mojo, la olla y muchos más comunes al resto de la región. También se elaboran vinos en la zona, un vino tinto procedente en su mayoría de la variedad monastrell que por las condiciones climáticas de la zona con inviernos fríos y veranos con bajas precipitaciones favorecen en la maduración un alto contenido en azúcares lo que se traduce en vinos potentes y con cuerpo.

## Sociedad
Alrededor del 70% de la población son personas jubiladas que han tenido que emigrar cada año para trabajar en la vid en Francia. Las personas jóvenes se ven obligadas a vivir fuera del pueblo por falta de trabajo, ya que sólo hay una serradora y una empresa de materiales.

## Economía
La economía de Benízar está basada en la agricultura, predominando los cultivos de secano, sobre todo almendros, olivos y la vid, las explotaciones forestales y el turismo rural. Se recibe mucha ayuda de los consejos comarcales.

## Educación
Actualmente en Benízar hay una escuela de educación infantil y primaria que pertenece a un colegio agrupado (CRA Sierras del Noroeste) al que están adscritas escuelas repartidas por varias pedanías del municipio moratallero. A partir de los 12 años, los adolescentes se trasladan a los institutos de Socovos (IES Encomienda de Santiago") y de Moratalla (IES D. Pedro García Aguilera) a continuar con sus estudios de secundaria y bachillerato. Los universitarios benizareños se encuentran sobre todo en Murcia.

## Clima
El clima en Benízar cambia mucho según la estación. En verano hay una temperatura bastante alta, con 30-35 grados en un día normal, y el calor es seco, no hay humedad. En invierno suele nevar todos los años, y los días de frío intenso son frecuentes, llegando incluso hasta los -5 grados, lo que hace que el cultivo (sobre todo de almendra) se pierda. Lo bueno de la primavera es la buena temperatura: las flores suelen abrirse, y el pueblo adquiere una apariencia muy bonita.